# Kevin Kurányi
Kevin Dennis Kurányi (ur. 2 marca 1982 w Rio de Janeiro) – piłkarz z obywatelstwami Panamy, Brazylii oraz Niemiec, grający na pozycji napastnika. Od 2003 do 2008 roku występował w reprezentacji Niemiec, z którą zagrał na Mistrzostwach Europy 2004. Łącznie rozegrał dla niej 52 mecze i strzelił 19 goli. Od 2005 do 2010 roku był zawodnikiem FC Schalke 04.
Kevin Kuranyi urodził się w Rio de Janeiro, jego matka była Panamką, ojciec wychowanym we Francji Niemcem, dziadek Węgrem, a pradziadek Duńczykiem.
2 marca 2010 roku (w dniu 28 urodzin piłkarza) poinformowano, iż Kurányi od sezonu 2010/2011 będzie grać we włoskim klubie Juventus F.C.. W maju jednak ogłoszono, że zagra w moskiewskim Dinamie, gdzie zarobi 6 000 000 euro za sezon.
25 lipca 2015 roku poinformał, że Kurányi wraca do Bundesligi, w której będzie reprezentować barwy TSG 1899 Hoffenheim
W 2016 zakończył swoją aktywną karierę piłkarską.

## Sukcesy piłkarskie
- Półfinał Pucharu UEFA 2006 z Schalke
- Drugie miejsce na EURO 2008 z Reprezentacją Niemiec